# Diseño gráfico
El diseño gráfico es una profesión, disciplina académica y arte aplicada, cuya actividad consiste en proyectar comunicaciones visuales destinadas a transmitir mensajes específicos a grupos sociales con objetivos determinados, donde es habitual el uso de texto y gráficos para comunicarse visualmente. Se basa en el principio de «la forma sigue a una función específica».
El diseño gráfico es una rama interdisciplinaria del diseño y de las bellas artes, cuyos fundamentos y objetivos giran en torno a la definición de problemas y determinación de objetivos para la toma de decisiones a través de la creatividad, la innovación y el pensamiento lateral junto con herramientas manuales o digitales, transformándolos para su debida interpretación. Esta actividad ayuda a la optimización y al mejoramiento de la comunicación gráfica. También es conocido como diseño de la comunicación visual y diseño visual.
El rol que cumple el diseñador gráfico en el proceso de comunicación es el de codificador o intérprete del mensaje. Trabaja en la interpretación, planeación y presentación de los mensajes visuales. Por lo general, el diseño gráfico utiliza la estética de la tipografía y la disposición compositiva del texto, la ornamentación y las imágenes para transmitir ideas, sentimientos y actitudes más allá de lo que expresa el lenguaje por sí solo. El trabajo de diseño puede partir de la demanda de un cliente, demanda que se establece lingüísticamente, ya sea de manera oral o escrita, es decir, que el diseño gráfico transforma un mensaje en una manifestación gráfica.
El diseño gráfico tiene, como campo de aplicación, diferentes áreas del saber enfocadas a cualquier sistema de comunicación visual. Por ejemplo, puede aplicarse en estrategias publicitarias, o también, aplicarse en el mundo de la aviación o la exploración espacial. En este sentido, en algunos países se relaciona el diseño gráfico como únicamente asociado a la elaboración de bocetos y dibujos, esto es incorrecto, ya que la comunicación visual es una pequeña parte de un enorme abanico de tipos y clases donde puede aplicarse.
Con orígenes en la Antigüedad y la Edad Media, el diseño gráfico como arte aplicada estuvo inicialmente vinculado al auge de la imprenta en Europa en el siglo xv y al crecimiento de la cultura de consumo en la Revolución Industrial. A partir de allí surgió como una profesión diferenciada en Occidente, muy asociada a la publicidad en el siglo xix y su evolución permitió su consolidación en el siglo xx. Dado el crecimiento veloz y masivo en el intercambio de información en la actualidad, la demanda de diseñadores experimentados es mayor que nunca, particularmente a causa del desarrollo de nuevas tecnologías y de la necesidad de prestar atención a los factores humanos que escapan a la competencia de los ingenieros que las desarrollan.

## Historia del diseño gráfico
La definición de la profesión del diseñador gráfico es más bien reciente o algo parecido, en lo que se refiere a su preparación, su actividad y sus objetivos. Aunque no existe consenso sobre una fecha exacta en la que nació el diseño gráfico, algunos lo datan durante el período de entreguerras. Otros entienden que comienza a identificarse como tal para finales del siglo xix.
Puede argumentarse que comunicaciones gráficas con propósitos específicos tienen su origen en las pinturas rupestres del Paleolítico y en el nacimiento del lenguaje escrito en el tercer milenio a. C. Pero las diferencias de métodos de trabajo, ciencias auxiliares y formación requerida son tales que no es posible identificar con claridad al diseñador gráfico actual con el hombre de la prehistoria, con el xilógrafo del siglo xv o con el litógrafo de 1890.
La diversidad de opiniones responde a que algunos consideran como producto del diseño gráfico a cualquier manifestación gráfica y otros solamente a aquellas que surgen como resultado de la aplicación de un modelo de producción industrial; es decir, aquellas manifestaciones visuales que han sido "proyectadas" contemplando necesidades de diversos tipos: productivas, simbólicas, ergonómicas, contextuales, entre otros.
Sin embargo, la evolución del diseño gráfico como práctica y profesión ha estado estrechamente ligada a las innovaciones tecnológicas, las necesidades sociales y la imaginación visual de los profesionales. El diseño gráfico se ha practicado de diversas formas a lo largo de la historia; de hecho, los buenos ejemplos de diseño gráfico se remontan a los manuscritos de la antigua China, Egipto y Grecia. A medida que la impresión y la producción de libros se desarrollaron en el siglo xv, los avances en el diseño gráfico se desarrollaron a lo largo de los siglos posteriores, y los compositores o tipógrafos a menudo diseñaban las páginas según establecían el tipo.
A fines del siglo xix, el diseño gráfico surgió como una profesión distinta en Occidente, en parte debido al proceso de especialización laboral que se produjo allí, y en parte debido a las nuevas tecnologías y posibilidades comerciales que trajo consigo la Revolución Industrial. Los nuevos métodos de producción llevaron a la separación del diseño de un medio de comunicación (por ejemplo, un cartel) de su producción real. Cada vez más, a lo largo del siglo xix y principios del siglo xx, las agencias de publicidad, los editores de libros y las revistas contrataron directores de arte que organizaron todos los elementos visuales de la comunicación y los integraron en un todo armonioso, creando una expresión adecuada al contenido. En 1922, el tipógrafo William A. Dwiggins acuñó el término diseño gráfico para identificar el campo emergente.
A lo largo del siglo xx, la tecnología disponible para los diseñadores siguió avanzando rápidamente, al igual que las posibilidades artísticas y comerciales del diseño. La profesión se expandió enormemente y los diseñadores gráficos crearon, entre otras cosas, páginas de revistas, cubiertas de libros, carteles, carátulas de discos compactos, sellos postales, empaques, marcas, carteles, anuncios, títulos cinéticos para programas de televisión y películas, y sitios web. A principios del siglo XXI, el diseño gráfico se había convertido en una profesión global, a medida que la tecnología y la industria avanzadas se extendían por todo el mundo.

### Antecedentes

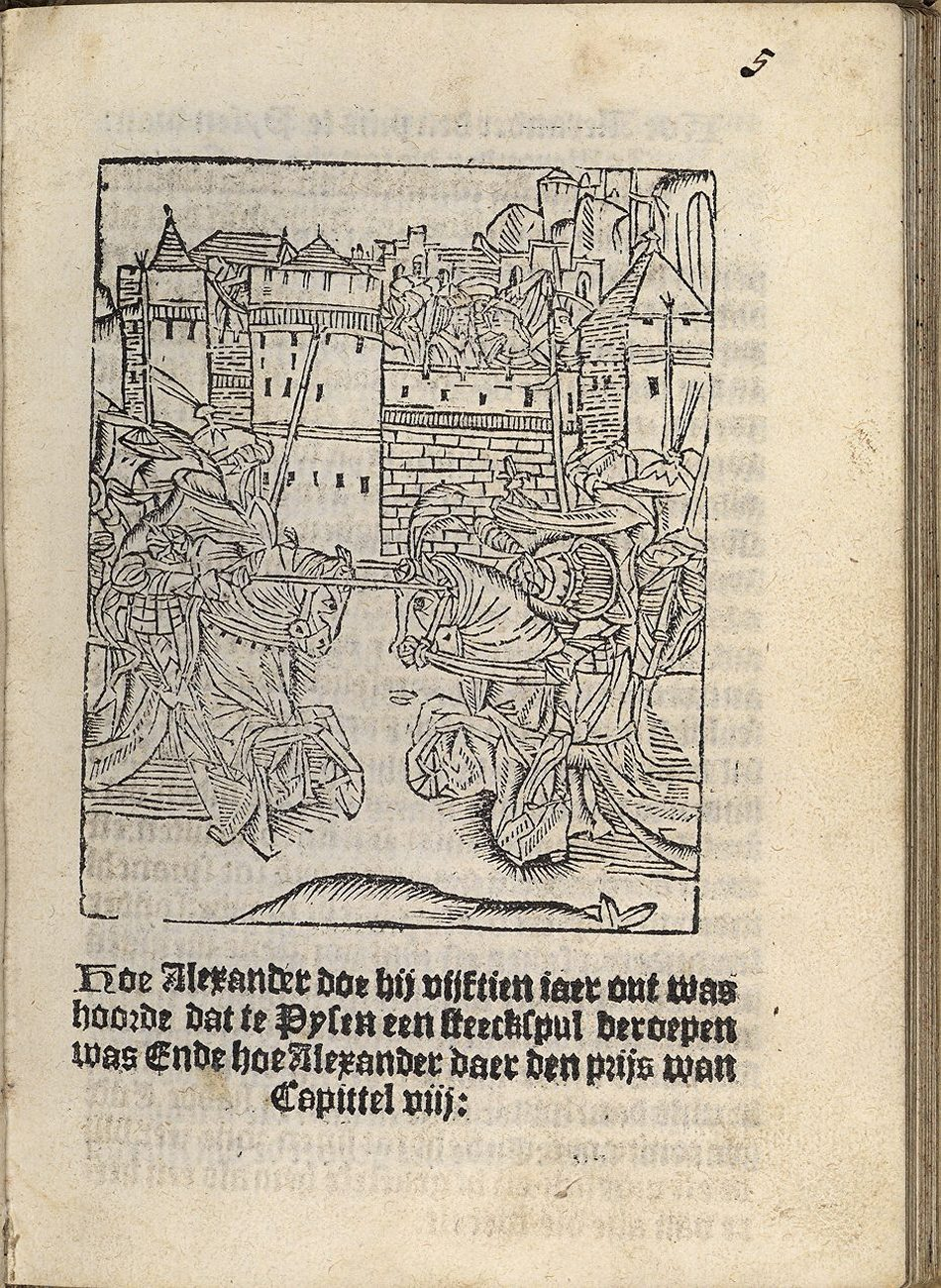
El libro Die hystorie vanden grooten Coninck Alexander impreso mediante xilografía en 1491 por Christiaen Snellaert. El trabajo de los xilógrafos se asemejaba más al del artesano que al del diseñador gráfico.

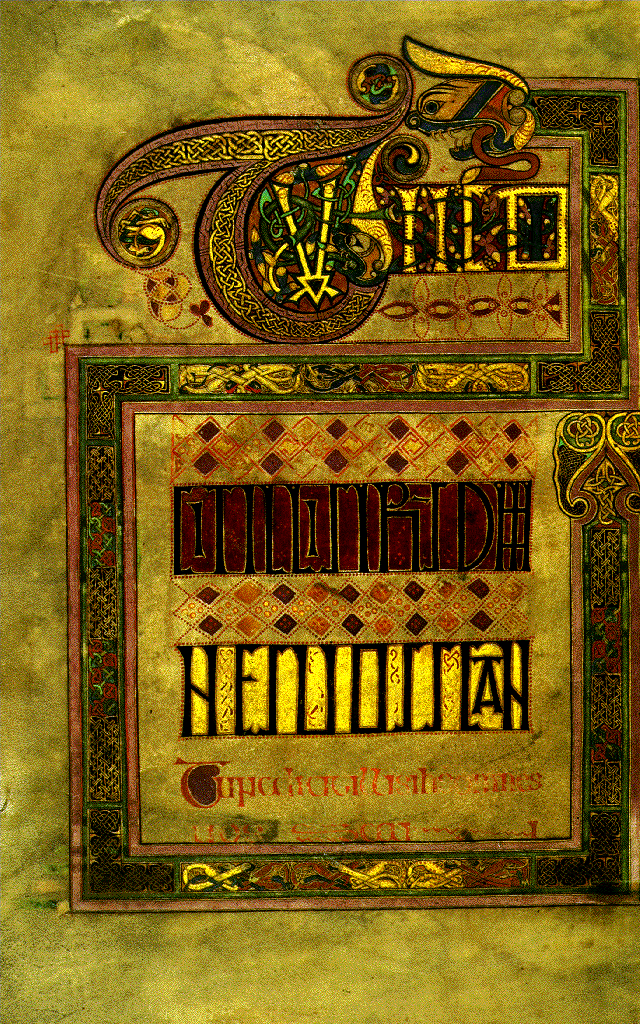
Una página del Libro de Kells: Folio 114, con texto decorado contiene el Tunc dicit illis. Un ejemplo del arte y diagramación de página de la Edad Media.

El libro de Kells —una Biblia manuscrita profusamente ilustrada, realizada por monjes irlandeses del siglo ix— es para algunos un muy hermoso y temprano ejemplo del concepto de diseño gráfico. Se trata de una manifestación gráfica, de gran valor artístico, de altísima calidad, y que incluso sirve de modelo para aprender a diseñar —pues incluso supera en calidad a muchas de las producciones editoriales actuales—, y además desde un punto de vista funcional contemporáneo esta pieza gráfica responde al conjunto de necesidades planteadas al equipo de personas que lo realizó, no obstante otros opinan que no sería producto del diseño gráfico, pues entienden que su concepción no se ajusta a la idea del proyecto de diseño gráfico actual.
La historia de la tipografía —y por carácter transitivo, también la historia del libro— está estrechamente vinculada a la del diseño gráfico; esto puede ser así porque prácticamente no existen diseños gráficos en los que no se incluyan elementos gráficos de este tipo. De ahí que cuando se habla de la historia del diseño gráfico, también se cita la tipografía de la columna trajana, las miniaturas medievales, la imprenta de Johannes Gutenberg, la evolución de la industria del libro, los afiches parisinos, el Movimiento de Artes y Oficios (Arts and Crafts), William Morris, la Bauhaus, etc.
La introducción de los tipos móviles por Johannes Gutenberg hizo a los libros más baratos de producir, además de facilitar su difusión. Los primeros libros impresos (incunables) marcaron el modelo a seguir hasta el siglo XX. El diseño gráfico de esta época se ha llegado a conocer como Estilo Antiguo (especialmente la tipografía que estos primeros tipógrafos usaron) o Humanista, debido a la escuela filosófica predominante de la época.
Tras Gutenberg, no se vieron cambios significativos hasta que a finales del siglo XIX, específicamente en Gran Bretaña, se hizo un esfuerzo por crear una clara división entre las Bellas Artes y las Artes Aplicadas.

### SigloXIX

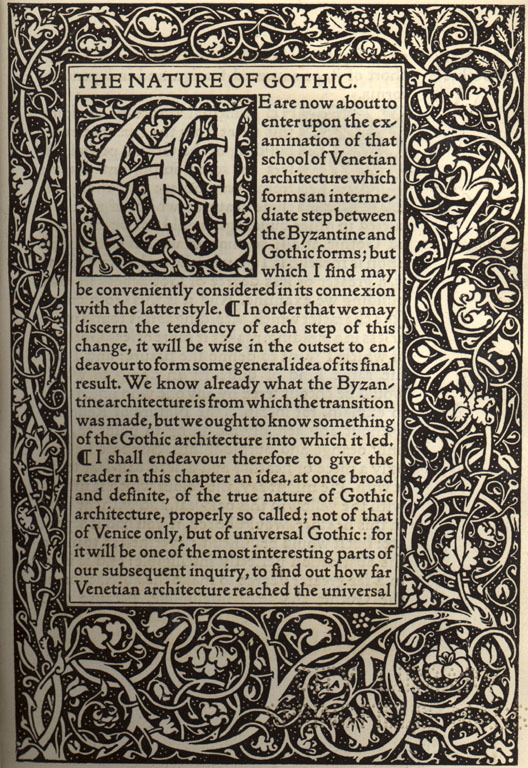
Primera página del libro The Nature of Gothic de John Ruskin, editado por la imprenta Kelmscott. El Arts and Crafts proponía revivir el arte medieval, la inspiración en la naturaleza y el trabajo manual.

Durante el siglo xix el diseño de mensajes visuales fue confiado alternativamente a dos profesionales: el dibujante o el impresor o el waza . El primero estaba formado como artista y el segundo como artesano, ambos frecuentemente en las mismas escuelas de artes y oficios. Para el impresor tenía como arte el uso de ornamentos y la selección de fuentes tipográficas en sus composiciones impresas. El dibujante veía a la tipografía como un elemento secundario y prestaba más atención a elementos ornamentales e ilustrativos.
Entre 1891 y 1896, la imprenta Kelmscott de William Morris publicó algunos de los productos gráficos más significativos del Movimiento de Artes y Oficios (Arts and Crafts), y fundó un lucrativo negocio basado en el diseño de libros de gran refinamiento estilístico, vendiéndolos a las clases pudientes como objetos de lujo. Morris demostró que existía un mercado para los trabajos de diseño gráfico, estableciendo la separación del diseño con respecto a la producción y las bellas artes. El trabajo de la imprenta Kelmscott está caracterizado por su recreación de estilos históricos, especialmente medievales.

### Primeras vanguardias

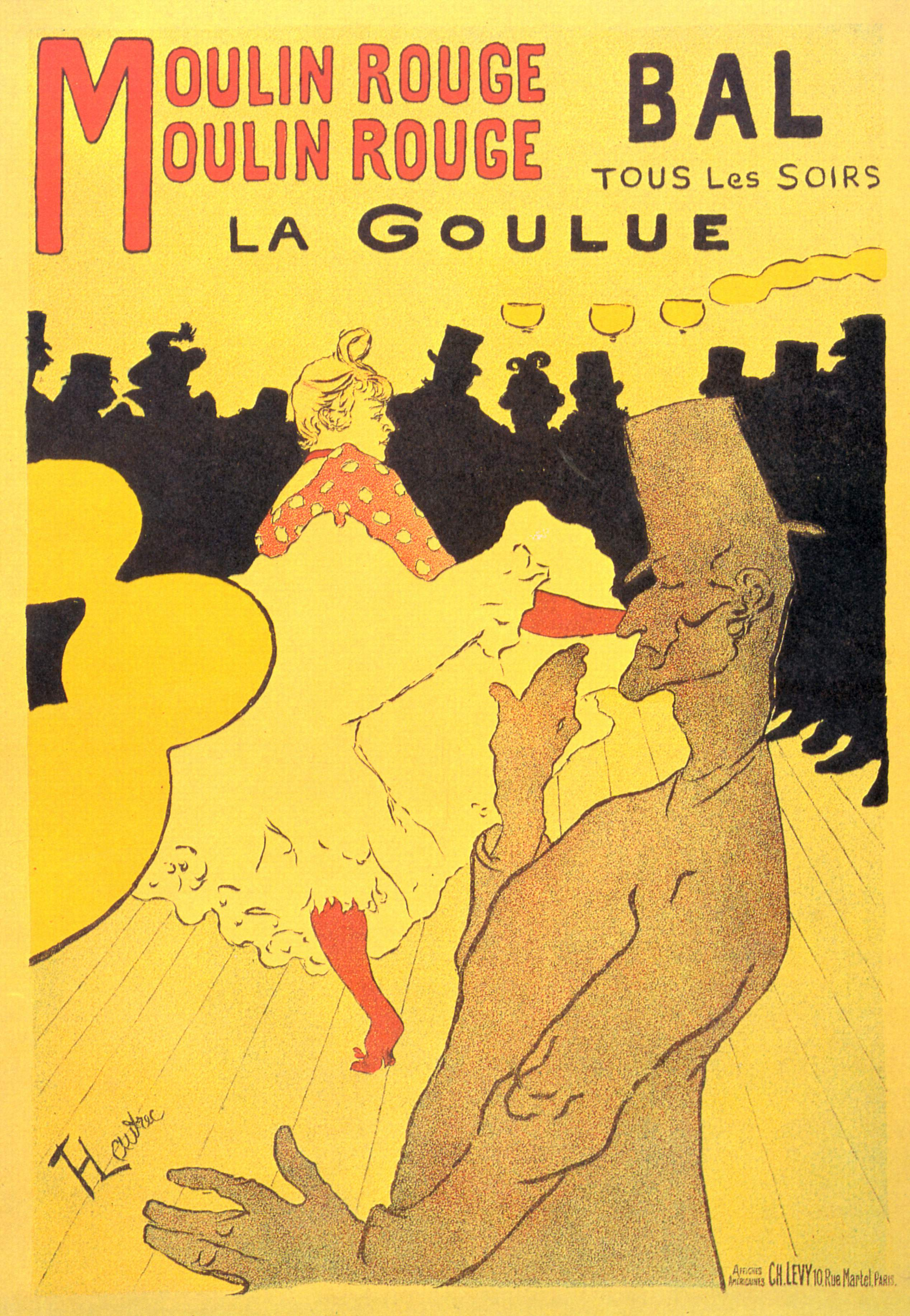
Cartel para el Moulin Rouge de París. Realizado por Henri de Toulouse-Lautrec con litografía en color en 1891. Gracias al Art Nouveau, el diseño gráfico cobró orden y claridad visual en la composición.

Isotipo de la Escuela de la Bauhaus. Fundada en 1919 por Walter Gropius, es considerada la cuna de la profesión del diseño.

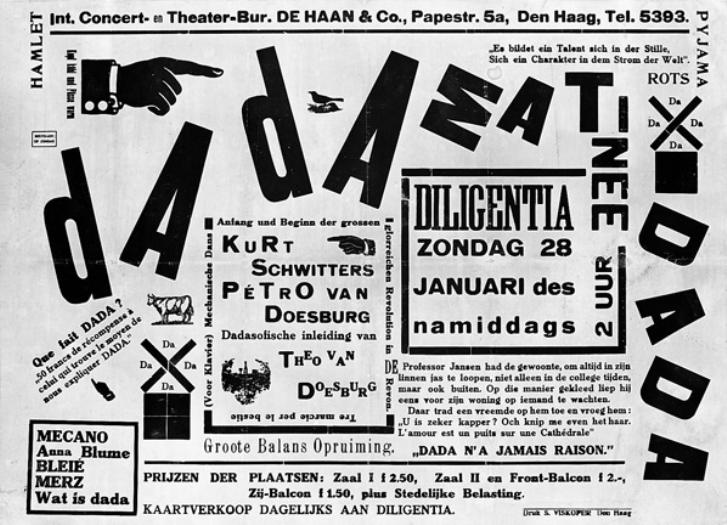
Póster para el Dada Matinée. Realizado por Theo van Doesburg en enero de 1923. La organización tipográfica libre, expresa el espíritu del movimiento Dada, su irracionalidad, busca de la libertad y oposición al estado de las cosas y expresiones visuales de la época.

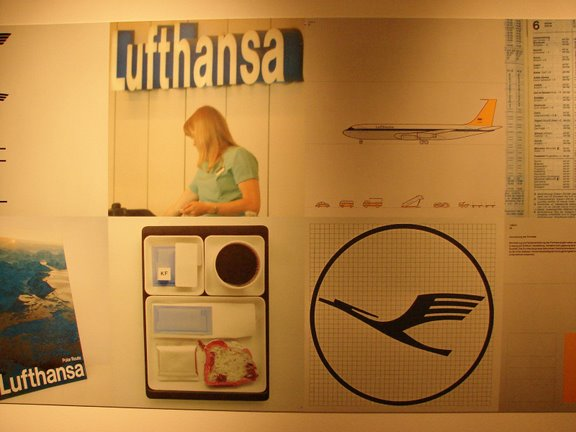
Diseño de la identidad corporativa para Lufthansa, por parte del Grupo de Desarrollo 5 de la HfG de Ulm. La escuela de Ulm fue un punto inflexión en la historia del diseño, ya que allí se perfiló la profesión del diseño mediante una metodología científica.

Diseño de pictogramas actuales, para el servicio de Parques Nacionales de los Estados Unidos. La idea de simplificar al máximo las formas en los símbolos se desarrolló durante la década de 1950.

El diseño de principios del siglo xx, al igual que las bellas artes del mismo periodo, fue una reacción contra la decadencia de la tipografía y el diseño de finales del siglo xix.
El interés por la ornamentación y la proliferación de cambios de medida y estilo tipográfico en una misma pieza de diseño, como sinónimo de buen diseño, fue una idea que se mantuvo hasta fines del siglo xix. El Art Nouveau, con su clara voluntad estilística fue un movimiento que aportó a un mayor orden visual en la composición. Si bien mantuvo un alto nivel de complejidad formal, lo hizo dentro de una fuerte coherencia visual, descartando la variación de estilos tipográficos en una misma pieza gráfica.
Los movimientos artísticos de la segunda década del siglo xx y la agitación política que los acompañaba, generaron dramáticos cambios en el diseño gráfico. El Dadá, De Stijl, suprematismo, cubismo, constructivismo, futurismo, y el Bauhaus crearon una nueva visión que influyó en todas las ramas de las artes visuales y el diseño. Todos estos movimientos se oponían a las artes decorativas y populares, así como también el Art Nouveau, que bajo la influencia del nuevo interés por la geometría evolucionó hacia el art déco. Todos estos movimientos aparecieron con un espíritu revisionista y transgresor en todas las actividades artísticas de la época. En este período también proliferaron las publicaciones y manifiestos, mediante los cuales los artistas y educadores mostraron sus opiniones.
Durante la década de 1930 se desarrollaron aspectos interesantes para la composición del diseño gráfico. El cambio de estilo gráfico fue trascendental porque muestra una reacción contra el organicismo y eclecticismo ornamentalista de la época y propone un estilo más despojado y geométrico. Este estilo, conectado con el constructivismo, el suprematismo, el neoplasticismo, el De Stijl y el Bauhaus, ejerció una influencia duradera e ineludible en el desarrollo del diseño gráfico del siglo xx. Otro elemento importante en relación con la práctica profesional, fue el creciente uso de la forma visual como elemento comunicacional. Este elemento apareció sobre todo en los diseños producidos por el Dada y el De Stijl.
El símbolo de la tipografía moderna es la tipografía sin serifa o de palo seco, inspirada por los tipos industriales de finales del siglo xix. Destacan Edward Johnston, autor de la tipografía para el Metro de Londres, y Eric Gill.

### Las escuelas de diseño
Jan Tschichold plasmó los principios de la tipografía moderna en su libro de 1928, New Typography. Más tarde repudió la filosofía que expone en esta obra, calificándola de fascista, pero continuó siendo muy influyente. Herbert Bayer, que dirigió desde 1925 hasta 1928 el taller de tipografía y publicidad en la Bauhaus, creó las condiciones de una nueva profesión: el diseñador gráfico. Él puso la asignatura de “Publicidad” en el programa de enseñanza incluyendo, entre otras cosas, el Análisis de los medios de publicidad y la Psicología de la publicidad. Cabe destacar que el primero en definir el término Diseño Gráfico fue el diseñador y tipógrafo William Addison Dwiggins en 1922.
Es así como Tschichold, Herbert Bayer, László Moholy-Nagy, y El Lisitski se convirtieron en los padres del diseño gráfico como lo conocemos hoy día. Fueron pioneros en las técnicas de reproducción y en los estilos que se han ido usando posteriormente. Hoy, los ordenadores han alterado drásticamente los sistemas de reproducción, pero el enfoque experimental que aportaron al diseño es más relevante que nunca el dinamismo, la experimentación e incluso cosas muy específicas como la elección de tipografías (la Helvética es un revival; originalmente era un diseño basado en la tipografía industrial del siglo xix) y las composiciones ortogonales. Estos grandes diseñadores vivieron en el marco de la más grande escuela de diseño la Bauhaus, e incluso algunos de ellos como László Moholy-Nagy fueron profesores y formaron parte de la programación de la escuela. 
En los años siguientes el estilo moderno ganó aceptación, al tiempo que se estancaba. Nombres notables en el diseño moderno de mediados de siglo son Adrián Frutiger, diseñador de las tipografías Univers y Frutiger; y Josef Müller-Brockmann, importante cartelista de los años cincuenta y sesenta.
La Hochschule für Gestaltung (HfG) de Ulm fue otra institución clave en el desarrollo de la profesión del diseñador gráfico. Desde su fundación, la HfG se distanció de una posible afiliación con la publicidad. Al comienzo, el departamento en cuestión se denominó Diseño Visual, pero rápidamente quedó claro que su objetivo actual era resolver problemas de diseño en el área de la comunicación de masas, en el año académico 1956-57 el nombre se cambió por el de Departamento de Comunicación Visual, según el modelo del Departamento de Comunicación Visual de la New Bauhaus en Chicago. En la HfG de Ulm, se decidió trabajar primordialmente en el área de la comunicación
no persuasiva, en campos como el de los sistemas de signos de tráfico, planos para aparatos técnicos, o la traducción visual de un contenido científico. Hasta ese momento no se habían enseñado sistemáticamente esas áreas en ninguna otra escuela europea. A comienzos de los años 1970, miembros de la Bund Deutscher Grafik-Designer (Asociación de diseñadores gráficos alemanes), dieron a conocer varios rasgos de su identidad profesional, como en el caso de Anton Stankowski entre otros. Mientras que en 1962 la definición oficial de la profesión se orientaba casi exclusivamente a las actividades publicitarias, ahora se extendía hasta incluir áreas ubicadas bajo la rúbrica de la comunicación visual. Las imágenes corporativas elaboradas por el Grupo de Desarrollo 5 de la HfG de Ulm, como aquellas creadas para la firma Braun o para la compañía aérea Lufthansa fueron asimismo decisivas para esta nueva identidad profesional.
Gui Bonsiepe y Tomás Maldonado fueron dos de las primeras personas que intentaron aplicar al diseño ideas extraídas de la semántica. En un seminario realizado en la HfG de Ulm en 1956, Maldonado propuso modernizar la retórica, el arte clásico de la persuasión. Bonsiepe y Maldonado escribieron luego diversos artículos sobre semiótica y retórica para publicación inglesa Uppercase y la revista Ulm que resultarían un importante recurso para los diseñadores a esa área. Bonsiepe sugirió que era necesario contar con un sistema moderno de retórica, actualizado por la semiótica, como herramienta para describir y analizar los fenómenos de la publicidad. Por medio de esta terminología, podía exponerse la llamada "estructura omnipresente" de un mensaje publicitario.
La idea de simplicidad como característica de buen diseño continuó presente por muchos años, no solo en el diseño de alfabetos sino también en otras áreas. La tendencia de simplificar influyó todos los medios en la vanguardia del diseño en la década de 1950. En ese momento, se desarrolló el consenso de que simple, no solo era equivalente de bueno, sino que también era equivalente de más legible. Una de las áreas más afectadas fue el diseño de símbolos. Los diseñadores se plantearon el problema de hasta qué punto se los podía simplificar sin destruir su función informativa. Sin embargo, recientes investigaciones, han demostrado que solo la simplificación de formas de un símbolo no incrementa necesariamente su legibilidad.

### Segundas vanguardias
La reacción a la cada vez mayor sobriedad del diseño gráfico fue lenta pero inexorable. Los orígenes de las tipografías postmodernas se remontan al movimiento humanista de los años cincuenta. En este grupo destaca Hermann Zapf, que diseñó dos tipografías hoy omnipresentes Palatino (1948) y Óptima (1952). Difuminando la línea entre las tipografías con serifa y las de palo seco y reintroduciendo las líneas orgánicas en las letras, estos diseños sirvieron más para ratificar el movimiento moderno que para rebelarse contra él.
Un hito importante fue la publicación del Manifiesto lo primero es lo primero (1964), que era una llamada a una forma más radical de diseño gráfico, criticando la idea del diseño en serie, carente de valor. Tuvo una influencia masiva en toda una nueva generación de diseñadores gráficos, contribuyendo a la aparición de publicaciones como la revista Emigre.
Otro notable diseñador de finales del siglo XX es Milton Glaser, que diseñó la inconfundible campaña I Love NY (1973), y un famoso cartel de Bob Dylan (1968). Glaser tomó elementos de la cultura popular de los sesenta y setenta.
Los avances de principios del siglo veinte fueron fuertemente inspirados por avances tecnológicos en impresión y en fotografía. En la última década del mismo siglo, la tecnología tuvo un papel similar, aunque esta vez se trataba de ordenadores. Al principio fue un paso atrás. Zuzana Licko comenzó a usar ordenadores para composiciones muy pronto, cuando la memoria de los ordenadores se medía en kilobytes y las tipografías se creaban mediante puntos. Ella y su marido, Rudy VanderLans, fundaron la pionera revista Emigre y la fundición de tipos del mismo nombre. Jugaron con las extraordinarias limitaciones de los ordenadores, liberando un gran poder creativo. La revista Emigre se convirtió en la biblia del diseño digital.
David Carson es la culminación del movimiento contra la sobriedad y la constricción del diseño moderno. Algunos de sus diseños para la revista Raygun son intencionadamente ilegibles, diseñados para ser más experiencias visuales que literarias.

### Actualidad
Hoy en día, gran parte del trabajo de los diseñadores gráficos es asistido por herramientas digitales. El diseño gráfico se ha transformado enormemente por causa de los ordenadores. A partir de 1984, con la aparición de los primeros sistemas de autoedición, los ordenadores personales sustituyeron de forma paulatina todos los procedimientos técnicos de naturaleza analógica por sistemas digitales. Por lo tanto los ordenadores se han transformado en herramientas imprescindibles y, con la aparición del hipertexto y la web, sus funciones se han extendido como medio de comunicación. Además, la tecnología también se ha hecho notar con el auge del teletrabajo y en especial del crowdsourcing o tercerización masiva, ha comenzado a intervenir en las modalidades de trabajo. Este cambio ha incrementado la necesidad de reflexionar sobre tiempo, movimiento e interactividad. Aun así, la práctica profesional de diseño no ha tenido cambios esenciales. Mientras que las formas de producción han cambiado y los canales de comunicación se han extendido, los conceptos fundamentales que nos permiten entender la comunicación humana continúan siendo los mismos.
Impacto
El diseño gráfico como disciplina de la estética, ha evolucionado a gran escala; siendo actualmente una disciplina independiente capaz de gestar creativamente la comunicación visual, es así que Ambrose y Harris (2009) dicen que “En el pasado, el diseñador se centraba en los aspectos de representación gráfica y de ilustración, pero el desarrollo tecnológico lo ha situado en el centro del proceso creativo.” (p.12) En este marco, el diseño gráfico es gestor de diversas funciones que ayudan a estructurar un mensaje visual que repercute positivamente en muchos aspectos de la comunicación. Sobre las funciones que cumple el diseño, Newark señala que: Clasifica y diferencia -distingue una empresa, organización o nación de otra-. Informa y comunica –nos dice como deshuesar a un pato o como registrar a un recién nacido-. Interviene en nuestro estado de ánimo y nos ayuda a formar nuestras emociones acerca del mundo que nos rodea. (Newark, 2002, p.6)

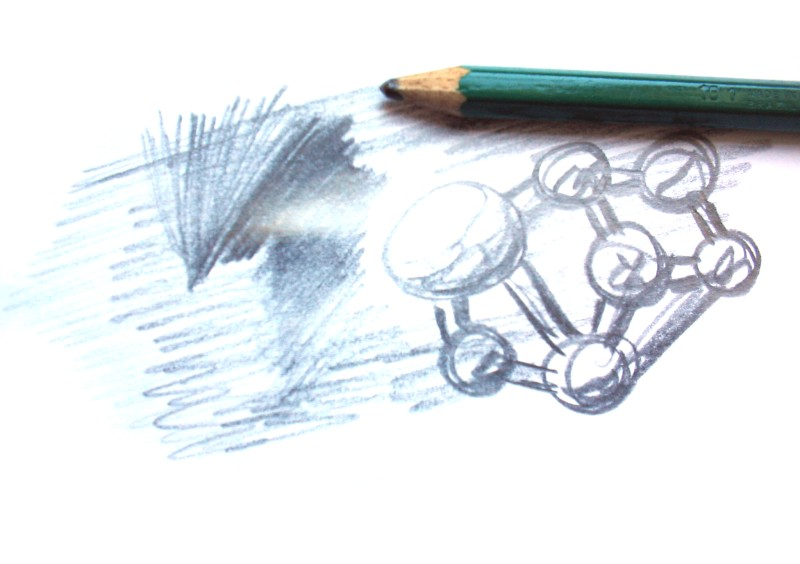
Mientras que los lápices y rotuladores aún se utilizan para bosquejar las ideas iniciales, hoy en día las etapas de maquetación y documentación suelen realizarse con computadoras.

## Los antecedentes históricos del diseño gráfico
Los antecedentes históricos del diseño gráfico se remontan a miles de años atrás, desde las primeras formas de comunicación visual en las antiguas civilizaciones hasta el desarrollo de la impresión y la tipografía en la Europa medieval y más allá. Aquí hay algunos hitos importantes en la historia del diseño gráfico:
1. Arte Rupestre: Algunas de las formas más tempranas de comunicación visual se encuentran en el arte rupestre, como las pinturas en cuevas prehistóricas que datan de miles de años atrás. Estas representaciones visuales pueden considerarse como los primeros ejemplos de diseño gráfico, ya que comunicaban información y narrativas a través de imágenes.
2. Pictogramas y Jeroglíficos: Las antiguas civilizaciones, como la egipcia y la sumeria, desarrollaron sistemas de escritura basados en pictogramas y jeroglíficos, que combinaban imágenes y símbolos para representar conceptos y palabras. Estos sistemas proporcionaron una base para el desarrollo posterior de la escritura y la comunicación visual.
3. El Papiro y la Imprenta en China: La invención del papel y la impresión en China, aproximadamente en el siglo II d. C., permitió la producción en masa de textos e imágenes. Los primeros libros impresos y las ilustraciones en rollos de papiro representan un hito importante en la historia de la comunicación visual.
4. La Invención de la Imprenta: La invención de la imprenta de tipos móviles por Johannes Gutenberg en el siglo XV en Europa marcó el comienzo de la era de la comunicación impresa. Esto permitió la producción en masa de libros, panfletos y carteles, lo que influyó enormemente en la difusión del conocimiento y las ideas durante el Renacimiento y más allá.
5. La Revolución Industrial y la Publicidad: Durante la Revolución Industrial, el crecimiento de la industria y el comercio dio lugar a una mayor demanda de comunicación visual. La publicidad impresa se convirtió en un medio popular para promover productos y servicios, lo que llevó al desarrollo de carteles y anuncios impresos elaborados.
6. El Movimiento Arts and Crafts: A finales del siglo XIX, el Movimiento Arts and Crafts surgió como una reacción al industrialismo y la producción en masa. Abogaba por la artesanía y la calidad en el diseño, influyendo en la estética y la filosofía del diseño gráfico moderno.
7. La Bauhaus y el Diseño Moderno: Fundada en 1919 en Alemania, la Bauhaus fue una escuela de diseño que promovió la integración de arte, artesanía y tecnología. Su enfoque en el diseño funcional y la simplificación de formas tuvo un impacto duradero en el diseño gráfico y la arquitectura moderna.

Estos son solo algunos de los muchos antecedentes históricos del diseño gráfico que han contribuido a dar forma a la disciplina como la conocemos hoy en día.
Estos son solo algunos ejemplos de cómo el diseño gráfico ha moldeado y sigue moldeando nuestra experiencia visual y nuestra forma de comunicarnos en el mundo contemporáneo.
El diseño gráfico implica el uso de elementos visuales como imágenes, tipografía, colores y formas para crear piezas que comuniquen de manera efectiva. Los diseñadores gráficos deben tener habilidades tanto técnicas como creativas, así como una comprensión profunda de los principios de diseño y las tendencias actuales.
En la era digital, el diseño gráfico ha evolucionado enormemente, con herramientas y software avanzados que permiten a los diseñadores crear diseños de manera más eficiente y con mayor precisión. Además, el diseño gráfico ahora se extiende a plataformas digitales como redes sociales, aplicaciones móviles y diseño de experiencias de usuario (UX/UI), lo que ha ampliado aún más su alcance e influencia.
El diseño gráfico desempeña un papel crucial en la construcción de la identidad de marca de una empresa, ya que ayuda a establecer una conexión visual con el público objetivo. También puede influir en las percepciones de las personas sobre un producto, servicio o idea, lo que lo convierte en una herramienta poderosa en el mundo del marketing y la comunicación.
En resumen, el diseño gráfico es una forma de arte funcional que combina creatividad, habilidades técnicas y estrategia de comunicación para crear impacto visual y transmitir mensajes de manera efectiva en una variedad de contextos y plataformas.

## Herramientas digitales para el diseño gráfico
Durante la última década ha cambiado por completo el proceso de producción editorial, y como se preparan los textos y gráficos que constituyen las publicaciones impresas o digitales. Los sistemas digitales se han impuesto por completo.
Los programas que son la esencia de la auto edición —o composición digital de documentos— son:
1. Los programas de composición de página, como Indesign, QuarkXpress o Scribus. Pretenden hacer lo mismo algunas alternativas más domésticas como el Publisher de Microsoft o Serif PagePlus.
2. Aplicaciones de ilustración (o dibujo vectorial) como Illustrator, CorelDraw, Inkscape o Freehand.
3. Utilidades de tratamiento de imágenes y fotografías, como Photoshop o Gimp.

### Adobe Photoshop

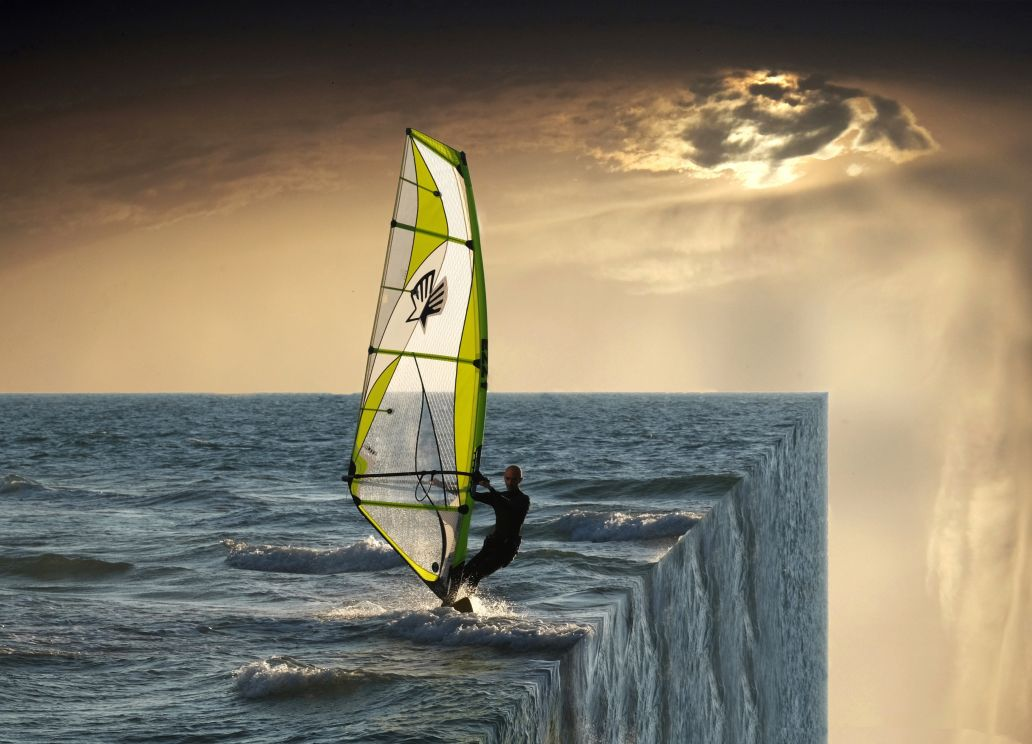
Imagen hecha con Photoshop.

Adobe Photoshop es el programa de manipulación de imágenes más vendido de todo el mundo, en más de 100 idiomas. En su plataforma ofrece diversas herramientas muy específicas para poder editar cada elemento de una imagen digital. Este programa forma parte del paquete de Adobe denominado Adobe Creative Cloud (hasta junio de 2013 denominado Creative Suite), que a su vez contiene también Illustrator, InDesign, Animate, Acrobat Pro, Dreamweaver, entre otras herramientas útiles.
Este software se utiliza principalmente para realizar retoques y montajes fotográficos, pero también es muy usado para la realización de diseños web, y para la creación de cualquier tipo de diseño gráfico que puede incluir una tarjeta de presentación o un panfleto.

### Xara Xtreme Pro
Xara Xtreme Pro y las versiones derivadas son software desarrollado por la compañía británica Xara en 1981, con sede en Berlín y que tras desarrollar en solitario, pasar por la compañía Corel (como Corel Xara) se unió a la compañía alemana MAGIX que comercializa las distintas versiones de Xara para sobremesa (plataforma windows) mientras Xara está enfocándose al desarrollo de una plataforma de diseño en línea basada en este mismo software. Xara, antes computer Concepts Ltd. ha desarrollado software para una variedad de plataformas informáticas, en orden cronológico: Acorn Atom, BBC Micro, Z88, Atari ST, Acorn Archimedes, Microsoft Windows, Linux y, más recientemente, servicios basados en navegador web.
Es un herramienta versátil y rápida, orientada a diseño vectorial, aunque con menos funciones que Adobe Illustrator o Corel Draw. 
La primera versión de este software desarrollado para computadores Acorn Archimedes (artwork), data de 1987.

### Adobe Illustrator

Imagen hecha con Illustrator.

Adobe Illustrator es un programa que crea imágenes vectoriales y digitales usando parámetros matemáticos y vectores. No es recomendable para dibujo técnico, aunque podría realizar trabajos relacionados con sus herramientas. De hecho, está diseñado para la elaboración de logotipos, ilustraciones, tipografías, documentos sencillos como tarjetas de presentación.
Crea dibujos trazando líneas rectas y curvas, cerrando contornos y llenándolos de color. Permite agregar fotos y textos aunque esta función no es su fuerte. Se complementa con Photoshop, que es un programa para editar fotos, ajustarlas y generar efectos especiales. El programa también te permite crear un diseño a partir de plantillas que abarcan desde boletines, membretes y sitios Web hasta menús de DVD y también botones de vídeo.
A diferencia de las fotografías digitales las imágenes de ilustrador no pierden su calidad al agrandarse porque se crean a través de parámetros matemáticos y no en mapas de puntos. Son muy livianas y de muy buena calidad.
El este software permite crear sofisticadas ilustraciones vectoriales prácticamente para cualquier medio. Las herramientas de dibujo estándar en el sector, los controles flexibles de color y los controles de tipo profesional le ayudarán a capturar sus ideas y experimentar libremente con ellas, mientras que las funciones de ahorro de tiempo, como las opciones de acceso fácil, le permiten trabajar de forma rápida e intuitiva. El rendimiento mejorado y la estrecha integración con otras aplicaciones de Adobe también facilitan la creación de extraordinarios gráficos para diseños de impresión, imágenes web e interactivas, y gráficos animados y para móviles.

### Adobe InDesign
Adobe InDesign es un programa que maqueta piezas editoriales tales como libros, folletos y booklets. Trabaja los textos y tipografías de manera óptima. Los espacios de trabajo se dividen en pliegos simulando el formato deseado para la publicación que se diseñará.
Es generalmente utilizado para la elaboración de ejemplares en impresión por sus herramientas diseñadas para la edición profesional de documentos imprimibles.

### Affinity Designer
Affinity Designer es un software muy similar a Adobe Illustrator que también permite trabajar con vectores, En Affinity Designer puedes crear desde Ilustraciones hasta un banner para un negocio, en este programas tienes diversas herramientas con una interfaz intuitiva, flexible y tiene varias mejoras a diferencias de Adobe Illustrator. Affinity Designer está disponible para dispositivos con MacOs y Microsoft Windows

### Corel DRAW

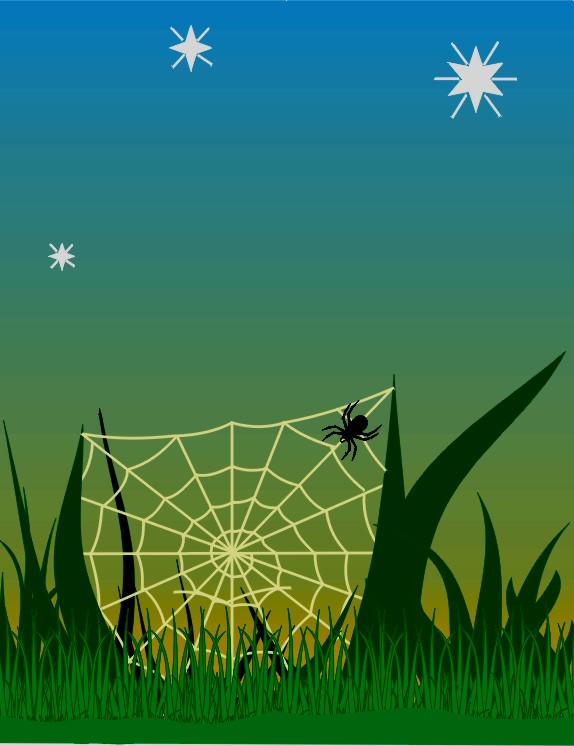
Imagen hecha con Corel Draw.

Corel Draw al igual que Adobe Illustrator es un programa para crear imágenes digitales usando parámetros matemáticos, como logotipos e ilustraciones. Es un programa creado por la Corel Corporation. A diferencia de Illustrator, tiene una interfaz más amigable con el usuario estándar que no es diseñador (aunque muchos de estos lo utilizan) logrando penetrar en un público más amplio por la facilidad con la que se logra manejar los vectores.

### URL2PNG
Esta herramienta es útil para ordenadores con pantallas muy pequeñas, y esto permite apreciar como se ve un sitio web al completo. Gracias a esta herramienta únicamente tendremos que brindar la dirección del sitio web que necesitemos hacer una captura de pantalla, y obtendremos una imagen total del sitio en formato PNG. Es una aplicación web muy útil para los diseñadores gráficos que se dediquen a elaborar diseños de páginas web, ya que obtendrán una imagen preliminar sin importar el sistema operativo o el navegador que estén utilizando.

### Pixie
Este es un programa que sirve como selector de color para todos los ordenadores que tengan instalado alguna versión del sistema operativo de Microsoft Windows, entre otros.
De hecho, estos últimos años se ha dado una tendencia a engordar estos programas, añadiendo prestaciones, de modo que pueden llevar a cabo tareas de casi las tres bases de la auto edición comentadas. La consecuencia principal ha sido la aparición de programas, innecesariamente complicados, devoradores de recursos y lentos, que a veces hacen añorar las primeras versiones, más rápidas simples y fiables, y con un mejor enfoque en trabajos específicos.
Las reglas básicas del diseño son aplicables también al diseño digital. La simplicidad, consistencia, una buena composición, son una garantía de buenos resultados, como lo eran antes de la invención de los ordenadores.
Dentro de la nueva era digital, tanto en el campo de la fotografía cómo en el diseño gráfico, cada vez se utilizan más las nuevas tecnologías, la informática, los ordenadores y los equipos digitales en general.

### Canva
Canva es un software de herramientas de diseño gráfico simplificado, fundado en 2012 y disponible en edición en línea también. Utiliza un formato de arrastrar y soltar y proporciona acceso a más de un millón de fotografías, vectores, gráficos y fuentes. Es utilizado por no diseñadores, así como profesionales. Las herramientas se pueden utilizar tanto para el diseño web como para los medios de impresión y gráficos.

### Otros programas de diseño gráfico
En los últimos años han surgido numerosos programas de diseño gráfico dada la popularización de la informática con la llegada de nuevos dispositivos como los teléfonos inteligentes y las tabletas digitales. Programas como Inkscape, GIMP o Pixlr se han convertido también en opciones interesantes. Se trata de programas de software libre cuyo uso se ha extendido debido a que son gratuitos.

## Representación gráfica de problemas
Una gráfica es donde se puede hacer la comparación de dos o más variables en una tabla. Las gráficas describen relaciones entre dos o más variables. La variable que se representa en el eje horizontal se llama variable independiente o variable x. La que se representa en el eje vertical se llama variable dependiente o variable y. La variable y está en función de la variable x. Una vez realizada la gráfica se puede analizar y extraer conclusiones.
Las representaciones son configuraciones que pertenecen a sistemas altamente estructurados, denominados; “Sistemas Semióticos” (Duval, 1993), los cuales están constituidos de caracteres o signos primitivos, para ser combinados a través de reglas particulares en cada sistema. Dichas reglas estructuran el sistema de producción de la representación, el cual contribuye para enriquecer su contenido.
Diseño en las gráficas de problemas
El diseño se puede encontrar claramente en las gráficas ya que existe una gran variedad de tipos de gráficas, los diseñadores gráficos están creando gráficas animadas ya que esto ayuda a que “el oyente preste atención cuando se le proporciona algo visualmente atractivo.
Las más populares son las gráficas lineales:

Gráfica lineal
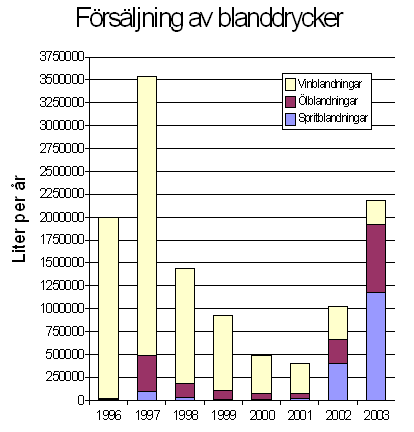
Gráfica de barras
Gráfico circular
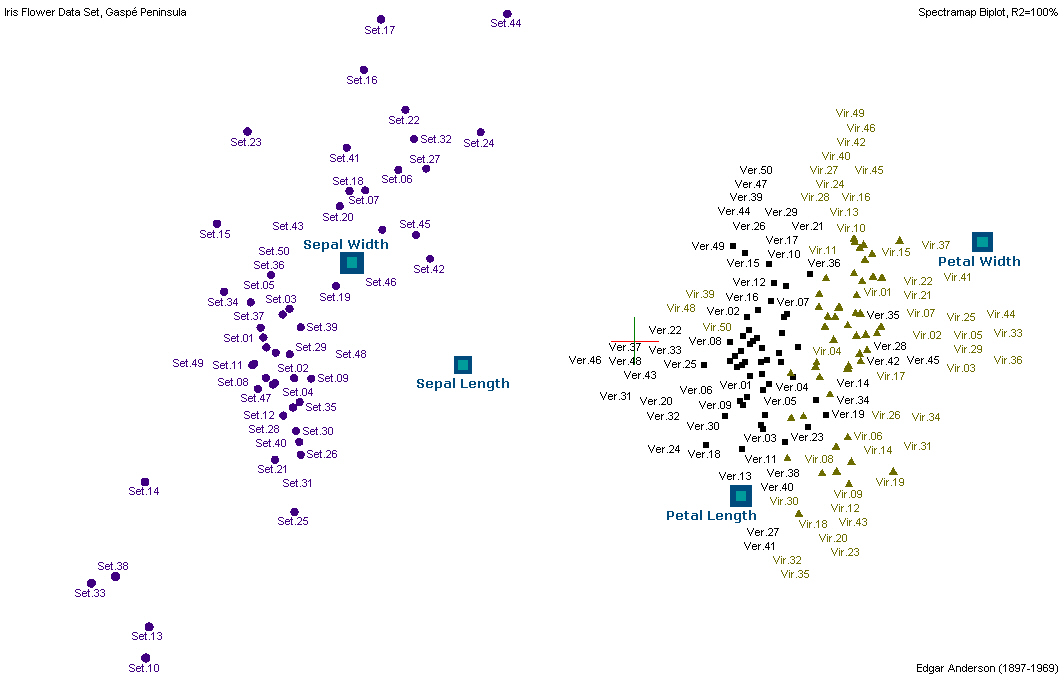
Gráfica biplot

El problema con la mayoría de las gráficas es que tienden a ser aburridas y difíciles de comprender, y cuando se las utiliza en una presentación las personas pueden distraerse fácilmente. La compañía gapminder desarrolla estadísticas mediante gráficas animadas en las que se observan diferentes datos de países o regiones de todo el mundo, en las que cada globo representa un país y los colores los continentes. De este modo las personas son atraídas por el movimiento de las gráficas.
Cuando hacemos una gráfica para representar problemas es porque existe un correlación entre esas variables.”correlación” es cuando dos variables están relacionadas y si la variable “a” aumenta, la variable “b” también tiene que aumentar ya que existe una correlación entre ellas, están unidas. Por ejemplo si el problema de las drogas aumenta, la violencia y el narcotráfico también aumenta, esto es una correlación ya que estas tres variables están unidas por un mismo problema.

### Representaciones gráficas en las matemáticas
Para identificar y obtener fracciones equivalentes se pueden utilizar representaciones gráficas y rectas numéricas, en las que se puede demostrar la equivalencia de dos o más fracciones. Cuando existen problemas matemáticos, son de mucha utilidad las gráficas, porque se pueden comparar diferentes variables y verificar la diferencia entre ellas, resolviéndose los problemas matemáticos.

## El impacto del diseño gráfico en la comunicación visual
El impacto del diseño gráfico en la comunicación visual es profundo y omnipresente en nuestra sociedad moderna. Aquí hay algunos ejemplos de diseños gráficos que han dejado una marca significativa en la comunicación visual:
1. El logo de Apple: El logo de la manzana mordida es un ícono globalmente reconocido que representa innovación, diseño elegante y simplicidad.
2. La tipografía de Coca-Cola: El diseño de la tipografía distintiva de Coca-Cola ha sido un elemento central de su identidad de marca desde hace más de un siglo, transmitiendo un sentido de nostalgia y familiaridad.
3. Los pósteres de la Segunda Guerra Mundial: Durante la Segunda Guerra Mundial, los pósteres de propaganda fueron una herramienta crucial para comunicar mensajes patrióticos, de apoyo y movilización. Ejemplos notables incluyen "Uncle Sam Wants You" y "Keep Calm and Carry On".
4. Los iconos de redes sociales: Los iconos de plataformas como Facebook, Twitter-X, Instagram y YouTube son ejemplos contemporáneos de diseño gráfico que han transformado la forma en que nos comunicamos y compartimos información en línea.
5. El diseño de la interfaz de usuario de Apple: La interfaz de usuario intuitiva y estéticamente agradable de productos como el iPhone y el iPad ha establecido un estándar en la industria tecnológica y ha influido en el diseño de interfaces de usuario en todo el mundo.
6. Los afiches de la Bauhaus: La escuela de diseño Bauhaus, fundada en Alemania en la década de 1920, produjo afiches y obras gráficas que combinaban formas geométricas, colores vibrantes y tipografía experimental, estableciendo nuevas normas en el diseño gráfico moderno.
7. Los diseños de Milton Glaser: Milton Glaser, diseñador gráfico estadounidense, es conocido por su icónico "I ❤ NY" y el póster de Bob Dylan con formas psicodélicas, que han dejado una huella perdurable en el mundo del diseño.

## Desempeño laboral y habilidades
La capacidad de diseñar no es innata, sino que se adquiere mediante la práctica y la reflexión. Aun así, sigue siendo una facultad, una cosa en potencia. Para explotar esa potencia es necesaria la educación permanente y la práctica, ya que es muy difícil adquirirla por la intuición. La creatividad, la innovación y el pensamiento lateral son habilidades clave para el desempeño laboral del diseñador gráfico. La creatividad en el diseño existe dentro de marcos de referencias establecidos, pero más que nada, es una habilidad cultivable, para encontrar soluciones insospechadas para problemas aparentemente insolubles. Esto se traduce en trabajos de diseño de altísimo nivel y calidad. El acto creativo es el núcleo gestor del proceso de diseño pero la creatividad en sí no consiste en un acto de diseño. Sin embargo, la creatividad no es exclusiva en el desempeño del diseño gráfico y de ninguna profesión, aunque sí es absolutamente necesaria para el buen desempeño del trabajo de diseño.
El rol que cumple el diseñador gráfico en el proceso de comunicación es el de codificador o intérprete del mensaje. Trabaja en la interpretación, ordenamiento y presentación de los mensajes visuales. Su sensibilidad para la forma debe ser paralela a su sensibilidad para el contenido. Este trabajo tiene que ver con la planificación y estructuración de las comunicaciones, con su producción y evaluación. El trabajo de diseño parte siempre de una demanda del cliente, demanda que acaba por establecerse lingüísticamente, ya sea de manera oral o escrita, es decir, que el diseño gráfico transforma un mensaje lingüístico en una manifestación gráfica.
El profesional del diseño gráfico rara vez trabaja con mensajes no verbales. En algunas oportunidades la palabra aparece brevemente, y en otras aparece en forma de textos complejos. El redactor es en muchos casos un miembro esencial del equipo de comunicación.
La actividad de diseño requiere frecuentemente, la participación de un equipo de profesionales, como fotógrafos, ilustradores, dibujantes técnicos; incluso de otros profesionales menos afines al mensaje visual. El diseñador es a menudo un coordinador de varias disciplinas que contribuyen a la producción del mensaje visual. Así, coordina su investigación, concepción y realización, haciendo uso de información o de especialistas de acuerdo con los requerimientos de los diferentes proyectos.
El diseño gráfico es interdisciplinario y por ello el diseñador necesita tener conocimientos de otras actividades tales como la fotografía, el dibujo a mano alzada, el dibujo técnico, la geometría descriptiva, la psicología de la percepción, la psicología de la Gestalt, la semiología, la tipografía, la tecnología y la comunicación.
El profesional del diseño gráfico es un especialista en comunicaciones visuales y su trabajo se relaciona con todos los pasos del proceso comunicacional, en cuyo contexto, la acción de crear un objeto visual es solo un aspecto de ese proceso. Este proceso incluye los siguientes aspectos:
1. Definición del problema.
2. Determinación de objetivos.
3. Concepción de estrategia comunicacional.
4. Visualización.
5. Programación de producción.
6. Supervisión de producción.
7. Evaluación.

Este proceso requiere que el diseñador posea un conocimiento íntimo de las áreas de:
1. Comunicación visual.
2. Comunicación.
3. Percepción visual.
4. Administración de recursos económicos y humanos.
5. Tecnología.
6. Medios.
7. Técnicas de evaluación.

Los cuatro principios rectores del diseño gráfico son variables que el profesional del diseño gráfico debe tener en cuenta a la hora de encarar un proyecto, estos son: 
- El individuo: concebido como unidad ética y estética que integra la sociedad de la cual forma parte y para quien el espacio visual es uniforme, continuo y ligado.
- La utilidad: porque responde a una necesidad de información y esta es comunicación.
- El ambiente: porque nos exige el conocimiento de la realidad física para contribuir a la armonía del hábitat, y la realidad de otros contextos para entender la estructura y el significado del ambiente humano.
- La economía: porque engloba todos los aspectos relacionados con el estudio del costo y la racionalización de los procesos y materiales para la ejecución de los elementos.

Los resultados que se producen en el Diseño Visual están dados en las tipologías de la imagen en lo fijo, móvil, ambiental y digital. Los principales resultados incluyen:
1. Imagen global: Estructuración, verificación y articulación de identidad corporativa, diferenciada ésta de la creación de marcas, logotipos y diferentes aplicaciones.
2. Políticas editoriales.
3. Visualización de datos (Informática).
4. Sistema de información y nodos informativos (Quioscos).
5. Coordinación del Diseño Visual de información en el ambiente, aplicado a escala urbana, arquitectónica y escenográfica.

## Áreas de la práctica profesional
El campo del diseño gráfico abarca varias áreas fundamentales, cuyos límites se superponen parcialmente en la actividad profesional. La clasificación se basa en la noción de que cada una de las áreas requiere una preparación y un talento especial o asesoramiento especial de acuerdo a la complejidad del proyecto. Las áreas son:

### Diseño para información
Incluye el diseño editorial. Generalmente estos productos se clasifican de acuerdo al tamaño de información que disponen en carteles, flyers o volantes, libros, periódicos, revistas, catálogos, CD, DVD, etc. Además abarca la señalética, que incluye señales de peligro, señales de tráfico, señales de banderas marítimas, señales de ferrocarril, entre otras. Los folletos se clasifican de acuerdo a su número de páginas y pueden ser dípticos (dos páginas), trípticos (tres páginas), etc. También se los divide en publicitarios, propagandísticos, turísticos, entre otros. Dentro de esta clasificación entra también la infografía, mapas, gráficos y viñetas. En los medios es presentado de diversas manera como en comerciales o en la parte editorial (libros, revista, catálogos, revistas, etc).

### Diseño para persuasión
Es el diseño de comunicación destinado a influir sobre la conducta del público. Incluye la publicidad y la propaganda. Además entran en esta clasificación la identidad corporativa que comprende marcas, iso-logotipo, papelería comercial y fiscal, billetes, aplicación de marca en arquigrafía e indumentaria, gráfica vehicular; las etiquetas, las cuales pueden ser frontales, colgantes, de seguridad, envolventes, etc.; y los envases, los más comunes son los rígidos, semirrígidos, flexibles y las latas.

### Diseño para educación
Incluye el material didáctico como los manuales instructivos, indicaciones de uso, fichas didácticas educacionales, etcétera. También entran la cartelería de seguridad industrial y señalización de espacios de trabajo.

### Diseño para administración
Comprende el diseño de formularios, señalética urbana, billetes, sellos postales, pagarés y en general, cualquier pieza que sea susceptible de falsificación.

### Diseño tipográfico
Elaboración de diferentes tipos sans serif o palo seco, con serif, gestuales, góticas, caligráficas, de fantasía o cualquier tipografía.

### Diseño de Logotipos
Comprende el diseño del logo e imagen corporativa de una empresa, producto, evento, etc., con base en una temática en concreto.

### Diseño de interfaces
También denominado diseño de instrumentos de mandos, se encarga de la elaboración de interfaces para diferentes dispositivos como pantallas de relojes digitales, de teléfonos móviles, de cámaras digitales, y otros aparatos. El aspecto visual es la primera impresión que un usuario percibe de un sitio; una apariencia atractiva y funcional es la mejor carta de presentación con la que cuenta un diseñador gráfico para promover credibilidad y confianza en el sitio que diseñó y motivar al usuario a continuar con la exploración de los contenidos. En esta perspectiva, la interfaz gráfica se concibe como una dimensión cuya función es articular la comunicación entre personas y tecnologías para facilitar el acceso a la información y propiciar el aprendizaje significativo.

### Diseño gráfico digital
La Web, las redes sociales y los medios digitales son los nuevos soportes del denominado diseño gráfico digital, un diseño gráfico cuyo destino ha dejado de ser el papel y ha pasado a ser la pantalla de un ordenador o de múltiples dispositivos. Un ejemplo de piezas de diseño gráfico digital son los banners publicitarios, los logotipos responsive o los gráficos en redes sociales para campañas de marketing digital.

### Diseño visual
Consiste en la creación de imágenes funcionales con fines netamente comunicacionales, para esto se hace uso de las nuevas tecnologías para un desarrollo más estructurado. Estudia la edad y producción de la imagen fija, móvil, ambiental y digital, a partir de las estructuras de los lenguajes que operan, circulan y funcionan en la sociedad, con el objeto de entender la interactividad de los dispositivos y los datos con el espectador. Así mismo, define los métodos para verificar, de forma experimental, la eficacia comunicativa de estos datos, con el propósito de reducir la entropía cognitiva. El diseño visual crea estructuras de comunicación e información visual, soportado por elementos estructurales del diseño y formales de los modelos de información y comunicación.
El diseño visual integra elementos de la comunicación visual impresa (símbolos gráficos, afiches entre otros), los medios audiovisuales dinámicos (imagen en movimiento, animación, videografía entre otros), los entornos digitales (CD-ROM, Web, presentaciones y eventos multimedia), el diseño ambiental (señalética, elementos en el espacio público, arquigrafía entre otros) y los nuevos espacios de comunicación visual que surgen a partir de las nuevas tecnologías.
Desde esta perspectiva, el diseño visual coordina, gestiona y administra sistemas de información visual, categoriza las variables visuales, investiga los procesos cognitivos, evalúa las metodologías del diseño, determina la pertinencia de los soportes de la imagen de acuerdo a la naturaleza de la información para la ejecución general de un proyecto de diseño.
Los sistemas de comunicación actual, requieren de una nueva visualización, que permitan entender, interiorizar e interpretar la información de una manera más dinámica y activa. El diseño visual, permite la creación de amplios sistemas comunicativos, basados en la ergonomía que permitan al usuario una relación más natural con dicha información. También se le puede llamar Diseño de Información Visual, ya que toda la información, datos se pueden acomodar para verlos gráficamente, por eso es importante el buen diseño de las infografías que estas es un ejemplo claro de acomodar la información visualmente.
El Diseño Visual también puede hacer lo suyo desde dos aspectos: la materialidad de los soportes y tintas que usa para la difusión de sus mensajes y desde el modo o enfoque que utiliza para comunicar. Por ejemplo: las publicidades de automóviles muchas veces promueven el peligro y la velocidad, o las publicidades de ropa y moda fomentan estereotipos de belleza insalubres, la vanidad, la superficialidad, el erotismo. La Sostenibilidad no solo implica pensar en el Ambiente, sino también en la Sociedad, en la responsabilidad que se asume para promover el virtuosismo y enaltecimiento de valores eternos. Por supuesto, desaconsejando también modos de producción inhumanos o que explotan personas. La RED DCS, Red de Diseñadores con Conciencia Social, se ocupa de encauzar la creatividad en todas sus ramas (diseño gráfico, industrial, textil, etc) con un enfoque sustentable.

## El futuro del diseño gráfico

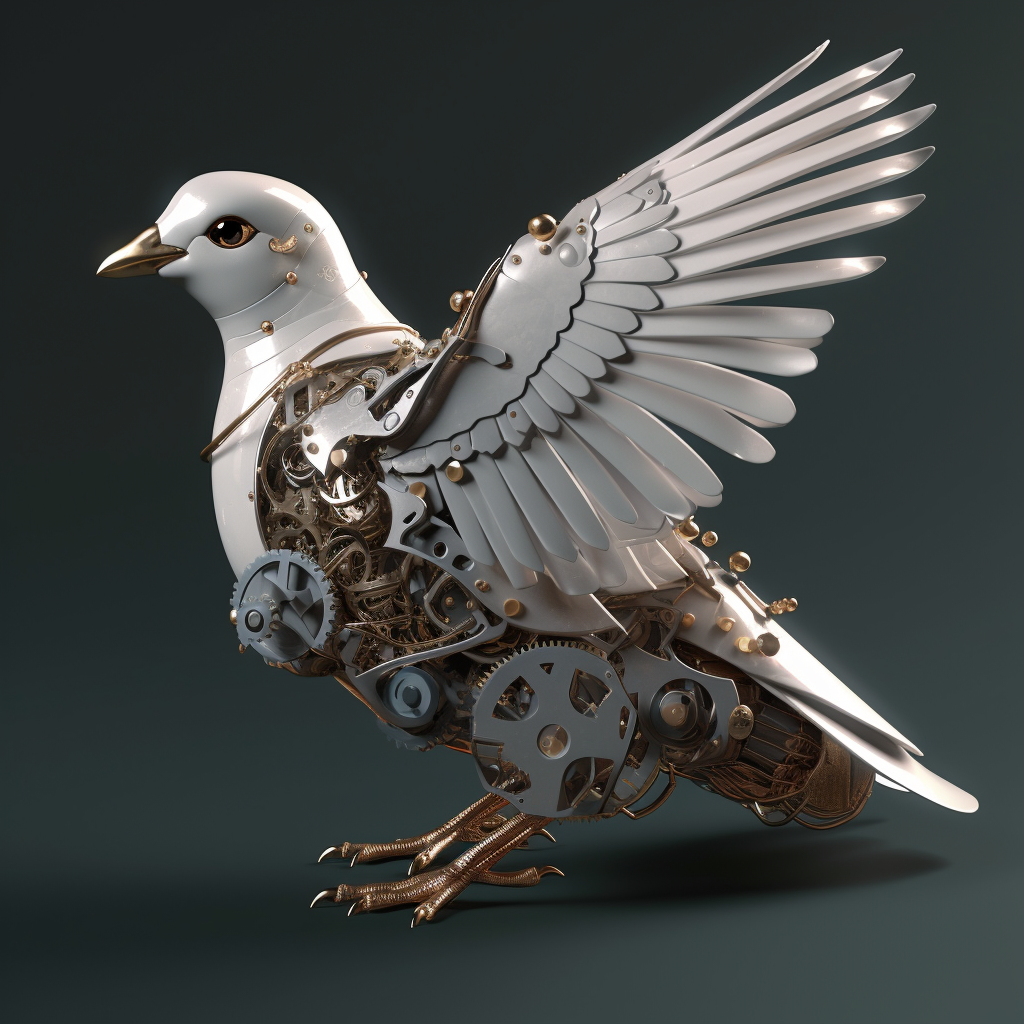
Una "paloma mecánica" creada con el algoritmo V5 de Midjourney.

Es probable que el futuro del diseño gráfico esté fuertemente influenciado por las tecnologías emergentes y las tendencias sociales. Probablemente, los avances en áreas como la inteligencia artificial, la realidad virtual y aumentada y la automatización transformen la forma en que los diseñadores gráficos trabajan y crean diseños. También es probable que las tendencias sociales, como un mayor enfoque en la sostenibilidad y la inclusión, afecten el futuro del diseño gráfico.
Un área en la que es probable que las tecnologías emergentes tengan un impacto significativo en el diseño gráfico es en la automatización de ciertas tareas. Los algoritmos de aprendizaje automático, por ejemplo, pueden analizar grandes conjuntos de datos y crear diseños basados en patrones y tendencias, lo que libera a los diseñadores para que se concentren en tareas más complejas y creativas. Las tecnologías de realidad virtual y aumentada también pueden permitir a los diseñadores crear experiencias inmersivas e interactivas para los usuarios, desdibujando las líneas entre el mundo digital y el físico.
También es probable que las tendencias sociales den forma al futuro del diseño gráfico. A medida que los consumidores se vuelven más conscientes de los problemas ambientales, por ejemplo, puede haber una mayor demanda de diseños que prioricen la sostenibilidad y minimicen los desechos. Del mismo modo, es probable que haya un enfoque cada vez mayor en la inclusión y la diversidad en el diseño, con diseñadores que buscan crear diseños que sean accesibles y representativos de una amplia gama de personas y comunidades.

## Día Internacional del Diseño
El concepto fue desarrollado en 1995 por Kim Paulsen (Vicepresidente 1993-1995) para conmemorar la fundación del Consejo Internacional de Diseño el 27 de abril de 1963. Asimismo, conmemora las funciones esenciales del diseñador gráfico en la sociedad y el comercio, dando a conocer la importancia de esta profesión. El día inicialmente conocido como "Día Mundial de los Gráficos" se convirtió en el "Día Mundial del Diseño de la Comunicación" en 2012, "Día Mundial del Diseño" en 2015 y "Día Internacional del Diseño" en 2020.
El objetivo del Día Internacional del Diseño es desafiar a los diseñadores a reflexionar profundamente sobre el bienestar de las personas dentro de sus entornos locales y a encontrar soluciones innovadoras a las necesidades locales utilizando el diseño como un vehículo para honrar la diversidad, trascender fronteras y mejorar la calidad de la vida. Celebrada anualmente el 27 de abril, los participantes de todo el mundo están invitados a reunirse, innovar y vivir un momento de diseño mediante la organización de iniciativas y eventos públicos.